# PRIME-1
Polar Resources Ice Mining Experiment-1 (PRIME-1) är ett NASA-månprojekt med planerad uppskjutning i december 2022.
PRIME-1 kommer att vara den första demonstrationen av hur man kan utnyttja resurser på jordens måne. Dessutom kommer NASA för första gången att med hjälp av roboten prova och analysera is från under ytan. Två komponenter utgör PRIME-1, som båda kommer att monteras på en kommersiell månlandare:
- Regolit- och isborren för att utforska ny jord (TRIDENT): TRIDENT borrar upp till 91,4 cm djupt och tar upp månregolit, eller jord, till ytan. Instrumentet kan borra i flera segment, pausa och ta upp prover till ytan vartefter den når i djupare lager.

- Masspektrometer som observerar borrade håls kemiska sammansättning och eventuellt vatten (MSolo). Jordprover från flera djuplager kommer att analyseras.

Uppskjutningen av PRIME-1 kommer som en del av programmet Commercial Lunar Payload Services (CLPS) på Nova-C IM-2 uppdraget.